# Пио Моа
Луис Пио Моа Родригес (исп. Luis Pío Moa Rodríguez, более известный как просто Пио Моа (исп. Pío Moa); (род. 1948[…], Виго, Галисия)) — испанский писатель и журналист; историк-ревизионист. Является автором исторических работ о причинах гражданской войны в Испании, появления Второй республики в Испании, франкизма и различных политических движений той эпохи, а также истории Испании и Европы.
После смерти Франко и восстановления демократического режима в Испании начался медленный процесс открытия архивов и публикации документов, связанных с Гражданской войной. В следствии этого процесса Моа начал возрождать франкистские тезисы о том, что партии, сформировавшие Народный фронт, в конечном итоге несут ответственность за гражданскую войну в Испании и становление автократии в Испании. Моа утверждает, что они оставили в наследство «моральное, политическое и интеллектуальное опустошение», обвиняет левых в лицемерии в отношении демократии и тоталитаризма и утверждает, что материальная помощь, оказанная Сталиным и Советским Союзом Испанской республике в гражданской войне не только продлила войну и вызвала бесчисленное количество смертей, но и была эквивалентна помощи, оказанной нацистской Германией и фашистской Италией генералу Франко.
Полемический характер сочинений Моа привлек к нему большое внимание общественности в Испании и в результате вызвал определённые споры. Его книга-бестселлер «Мифы гражданской войны», проданная тиражом 150 000 экземпляров, была бестселлером шесть месяцев подряд.

## Биография

### Ранние годы
Родился в 1948 году в Виго, Галисия, Испания. В юности Моа был радикальным антифранкистским агитатором. Он был активистом Коммунистической партии Испании (и её воссозданной версии), а также подпольной маоистской террористической организации ГРАПО . Он участвовал в ожесточенных столкновениях с правительственным Movimiento Nacional. Моа присутствовал при убийстве полицейского 1 октября 1975 года после казни двух членов ЭТА и трёх членов ФРАП. Также присутствовали два других члена GRAPO, Энрике Сердан Каликсто и Абелардо Кольясо Араужо. Сердан выстрелил в полицейского. Моа был исключён из GRAPO в 1977 году и позже вспоминал этот период своей жизни в книге «О времени и стране: Жестокие левые». После перехода Испании к демократии Моа посвятил себя изучению современной испанской истории и со временем перешёл на франкистские позиции.

### Его работы и Критика
Со временем его взгляды все больше менялись в сторону консервативных позиций. Он является открытым критиком испанских политических левых, которых он обвиняет в том, что они являются основной причиной гражданской войны в Испании.
Он также писал эссе о феминизме, марксизме, современной испанской политике и автобиографическую книгу о своём опыте работы в террористической группе GRAPO. В своих книгах он критикует коммунистических, социалистических и националистических соперников Франко.
Некоторые историки отвергают Моа как «псевдоисторика». Однако, хоть и не соглашаясь с некоторыми тезисами Моа, историк Стэнли Г. Пейн высоко оценил его работу.
Он верил в теорию заговора об авторстве взрывов в поезде 11-М в Мадриде в 2004 году.
Некоторые организации борющиеся за гражданские права обвиняли его в гомофобии и в том, что он является защитником режима Франко В интервью 2008 года он открыто отказался осудить режим Франко. Однако в своих книгах он заявляет, что не защищает диктатуру, а скорее критикует её соперников.
Он был редактором исторических журналов Tanteos (1988—1990) и Ayeres (1991—1993) и библиотекарем Ateneo de Madrid, престижного культурного и литературного института в Мадриде, и три года входил в его совет директоров.
В настоящее время он пишет для интернет-газет, таких как Libertad Digital.

## Публикации
- Los orígenes de la guerra civil española (Истоки гражданской войны в Испании)
- Los personajes de la República vistos por ellos mismos (персонажи [второй испанской] республики глазами самих себя)
- El derrumbe de la segunda república y la guerra civil (Распад второй республики и гражданская война)
- Una historia chocante — Los nacionalismos vasco y catalán en la historia contemporánea de España (Шокирующая история — баскский и каталонский национализм в современной истории Испании)
- Los mitos de la Guerra Civil (Мифы гражданской войны)
- La sociedad homosexual y otros ensayos (Гомосексуальное общество и другие очерки)
- Аньос де Йерро. España en la posguerra. 1939—1945" (Железные годы, послевоенная Испания, 1939—1945 гг.)
- De un tiempo y de un país, La izquierdaviola (1968—1978) (О времени и стране. Жестокие левые 1968—1978 гг.)
- Franco — un balance histórico (Франко — историческая оценка)
- Franco para antifranquistas (Франко для антифранкиста)
- 1934: гражданская война (1934: начало гражданской войны)
- 1936: el asalto final a la republica (1936: последнее нападение на республику)
- Los crimenes de la guerra civil y otras polémicas (Преступления гражданской войны и другие споры)
- Nueva Historia de España (Новая история Испании)